# Districte d'Embèrt
El Districte d'Embèrt és un dels 5 districtes del departament francès del Puèi Domat, a la regió d'Alvèrnia-Roine-Alps. Té 8 cantons i 55 municipis. El cap del districte és la sotsprefectura d'Embèrt.

## Cantons
cantó d'Embèrt - cantó d'Arlanc - cantó de Cunlhat - cantó d'Olhèrgas - cantó de Sant Amanç-Ròcha Savina - cantó de Sant Antelmes - cantó de Sant German de l'Erm - cantó de Vivairòls